# They Died with Their Boots On
They Died with Their Boots On (bra: O Intrépido General Custer; prt: Eles Morreram Calçados) é um filme estadunidense de 1941, dos gêneros faroeste e drama histórico-biográfico, dirigido por Raoul Walsh, e estrelado por Errol Flynn e Olivia de Havilland.
A trama retrata um relato altamente ficcional da vida do general George Armstrong Custer, desde o momento em que ele entrou na academia militar de West Point até a Guerra de Secessão e, finalmente, até sua morte na Batalha de Little Bighorn. Custer é retratado como uma figura arrojada e divertida que escolhe honra e glória em vez de dinheiro e corrupção. A batalha contra o chefe Cavalo Louco (interpretado por Anthony Quinn) é retratada como um acordo tortuoso entre políticos e uma corporação que quer a terra que Custer prometeu aos nativos.
Este foi o oitavo e último filme que de Havilland e Flynn co-estrelaram juntos, embora os dois tenham feito participações especiais em "Thank Your Lucky Stars" (1943). A produção foi um dos filmes de maior bilheteria de 1941.

## Sinopse
George Armstrong Custer (Errol Flynn) é um soldado rebelde, mas ambicioso, ansioso para entrar na Guerra de Secessão. Após conseguir, Custer obtém vários sucessos, embora fique conhecido por desobedecer às ordens. Após o fim da guerra, ele se casa com Elizabeth "Libby" Bacon (Olivia de Havilland) e é designado para o Território de Dakota. Custer tenta negociar honestamente com os Sioux presentes, mas devido à corrupção de outros, uma batalha com as forças de Cavalo Louco (Anthony Quinn) começa a ocorrer nas proximidades do Rio Little Bighorn, o que traz grandes complicações.

## Elenco
- Errol Flynn como George Armstrong Custer
- Olivia de Havilland como Elizabeth "Libby" Bacon Custer
- Arthur Kennedy como Ned Sharp
- Charley Grapewin como California Joe
- Gene Lockhart como Samuel Bacon
- Anthony Quinn como Cavalo Louco
- George P. Huntley, Jr. como Tenente "Queen's Own" Butler
- Stanley Ridges como Major Romulus Taipe
- John Litel como General Philip Sheridan
- Walter Hampden como William Sharp
- Sydney Greenstreet como Tenente-general Winfield Scott
- Regis Toomey como Fitzhugh Lee
- Hattie McDaniel como Callie
- Minor Watson como Senador Smith
- Joseph Crehan como Presidente Ulysses S. Grant
- Lane Chandler como Sentinela (não-creditado)
- Francis Ford como Veterano (não-creditado)
- Jack Mower como Operador de Telégrafo (não-creditado)
- Frank Mayo como Enfermeiro (não-creditado)
- Jim Thorpe como Guerreiro Nativo (não-creditado)

## Produção

### Desenvolvimento
O enredo da Warner Bros. era de um roteiro original e foi anunciado no início de 1941 como um veículo para Errol Flynn. A produção foi feita após o filme de aviação "Dive Bomber", outro longa estrelado por Flynn.

### Filmagens
O filme é frequentemente confundido com "Santa Fe Trail", de Michael Curtiz, lançado no ano anterior, no qual Flynn interpretou Jeb Stuart e Ronald Reagan interpretou Custer, também apresentando Olivia de Havilland como a protagonista feminina de Flynn.
Três homens foram mortos durante as filmagens. O primeiro caiu de um cavalo e quebrou o pescoço. O segundo foi um dublê que teve um ataque cardíaco. O terceiro, o ator Jack Budlong, insistiu em usar um sabre de verdade para liderar uma carga de cavalaria sob fogo de artilharia. Quando uma carga explosiva o fez voar de seu cavalo, ele caiu sobre sua espada, empalando-se. Em setembro de 1941, durante as filmagens, Flynn desmaiou de exaustão.
Jim Thorpe, que aparece como um guerreiro nativo não-creditado, supostamente teve uma briga fora das câmeras com Errol Flynn, nocauteando-o com um soco.
O filme reuniu as membras do elenco de "Gone with the Wind" (1939), Olivia de Havilland e Hattie McDaniel. De Havilland filmou este filme ao mesmo tempo em que filmava "Assim é que Elas Gostam" (1942) ao lado de Henry Fonda, o que colocou a atriz sob enorme pressão de uma pesada carga de trabalho.

### Último local de Custer
Enquanto o resto do filme foi rodado em locações no sul da Califórnia, a equipe esperava capturar a sequência climática da morte de Custer perto do local real da Batalha de Little Bighorn. Devido a restrições de cronograma e orçamento, no entanto, o final do filme foi relegado a uma área rural fora de Los Angeles.
O filme mostra Custer liderando suas tropas com uma carga de sabres, durante o qual eles são cercados e Custer, sendo o último homem vivo, é morto. Na verdade, os homens guardaram seus sabres e os enviaram para a retaguarda antes da batalha; evidências do local, junto com alguns relatos de nativos estadunidenses, indicam que Custer pode ter sido um dos primeiros a morrer. Ele também é mostrado durante a batalha com seu cabelo comprido, sua marca registrada, quando, na verdade, ele o cortou pouco antes da campanha de Little Bighorn. Vários membros da família de Custer (seus irmãos Thomas e Boston, seu cunhado James Calhoun e seu sobrinho Henry Reed) também morreram na batalha, embora não tenham sido retratados no filme.
Cavalo Louco, interpretado por Anthony Quinn, é o único homem nativo individualizado que aparece em cenas do filme, e ele representa o "Homem Vermelho", cujo estilo de vida está rapidamente chegando ao fim. Quinn é um dos poucos atores descendentes de indígenas presentes no elenco. Apenas 16 dos figurantes utilizados eram Sioux. O resto dos guerreiros indígenas nativos foram retratados principalmente por figurantes filipinos.

### Trilha sonora
A trilha sonora do filme foi composta por Max Steiner. Ele adaptou a canção favorita de George Armstrong Custer, "Garryowen", para usá-la na trilha sonora. Custer conheceu a música enquanto estava em West Point, onde dizem que ele a cantou em um show de talentos. No filme, porém, Custer ouve a música pela primeira vez sendo tocada em um piano pelo ex-soldado inglês, agora oficial do Exército dos Estados Unidos, o tenente "Queen's Own" Butler. Esta conexão é apócrifa. Na verdade, "Garryowen" é uma canção tradicional irlandesa para beber, muito amada pelos adeptos da cavalaria por seu ritmo galopante. A Warner Bros. reciclou parte da música do filme, e variações dela podem ser ouvidas em "Silver River" (1948) e "Rocky Mountain", ambos estrelados por Errol Flynn, e "The Searchers" (1956), estrelado por John Wayne.

## Recepção
Alex von Tunzelmann, escrevendo para o The Guardian em 2009, disse: "Mais erros crivam esta cinebiografia do General Custer do que balas voaram na Batalha de Little Bighorn".
A revista Filmink argumentou que "Flynn dá uma de suas melhores atuações, levando Custer em uma jornada emocional genuína de menino bobo a homem adulto".

### Bilheteria
De acordo com os registros da Warner Bros., o filme arrecadou US$ 1.871.000 nacionalmente e US$ 2.143.000 no exterior, totalizando US$ 4.014.000 mundialmente. O retorno lucrativo da produção foi de US$ 1.500.000. O lucro foi o terceiro maior do estúdio naquele ano.

## Mídia doméstica
Como o filme anterior de Errol Flynn, "The Sea Hawk", esta produção foi colorizada no final dos anos 1980. A versão foi lançada em VHS em 1998, pela Turner Entertainment e Warner Bros. Entertainment. O filme original em preto e branco foi lançado em DVD em 2005, também pela Turner Entertainment e Warner Bros. Entertainment.